# 凯翼汽车
凯翼汽车是中華人民共和國的一家汽车制造商，成立于2014年1月，原属奇瑞汽車全資子公司。该品牌专注于提供低成本车型，旨在吸引年轻买家。2017年12月，股权变更后迁入宜宾市，更名为宜宾凯翼汽车有限公司。2023年，该公司开始与俄罗斯加里宁格勒州的阿维托托尔合作在当地生成汽车。